# Хосилот (футбольный клуб)
«Хо́силот» (тадж. Клуби футболи «Ҳосилот» Фархор) — таджикистанский футбольный клуб из города Пархар (Фархор) Хатлонской области. Бывший участник Высшей лиги чемпионата Таджикистана, в сезоне-2016 стал вице-чемпионом страны.
Обладатель Суперкубка Таджикистана-2017, финалист Кубка Таджикистана-2016, двукратный серебряный призёр Первой лиги Таджикистана (2010 и 2011 годов),чемпион первой лиги Таджикистан  (2015).

## История
«Хосилот» был основан в 1981 году и вплоть до распада СССР принадлежал спортивному обществу «Хосилот» (в переводе с таджикского языка — Урожай). В советское время участвовал в чемпионате Таджикской ССР, а в сезоне-1991 выступал во второй низшей лиге чемпионата СССР.
После обретения независимости Таджикистаном в 1992 году клуб начал участвовать в Высшей лиге, но отыграл лишь первую половину сезона, пропустив второй круг чемпионата из-за политических разногласий и начала гражданской войны в Таджикистане.
В 1993 году снова начал выступать в Высшей лиге, вплоть до сезона-1997. В конце 1997 года после окончания гражданской войны в стране и подписания мирных договоров «Фархор», по некоторым сведениям, фактически прекратил существование. По другим данным, он нерегулярно участвовал в низших лигах чемпионата страны.
В 2003 году клуб под названием СКА-«Хатлон» вернулся в Высшую лигу, но сразу же выбыл в Первую лигу, заняв предпоследнее, 15-е место. В конце 2005 года команда фактически перестала существовать, и лишь в 2010 году она была возрождена под изначальным названием «Хосилот».
В сезонах-2010 и 2011 клуб участвовал в Первой лиге (в Душанбинской зоне) и оба раза становился серебряным призёром. В 2012 году «Хосилот» выступал уже в Высшей лиге, и впервые в команду были приглашены легионеры из африканских стран. Однако по итогам того сезона он занял лишь 11-е место и вернулся обратно в Первую лигу.
В 2016 году «Хосилот» снова играл в Высшей лиги Таджикистана, где сенсационно завоевал серебряные медали и получил право участвовать в отборочных матчах Кубка АФК 2017. Сначала в двух матчах он выиграл у чемпиона Афганистана «Шахин Асмайе», но в следующем раунде не смог победить кыргызстанский клуб «Дордой» и выбыл из Кубка АФК.

### История названий
| Период     | Название     |
| ---------- | ------------ |
| 1981-1994  | «Хосилот»    |
| 1995-1997  | «Фархор»     |
| 1998-2003  | СКА-«Хатлон» |
| 2004-2005  | «Фархор»     |
| 2005       | СКА          |
| 2006-н. в. | «Хосилот»    |

## Достижения
- Высшая лига Таджикистана:
  -  Серебряный призёр (1): 2016.
- Кубок Таджикистана:
  -  Финалист (1): 2016.
- Суперкубок Таджикистана:
  -  Обладатель (1): 2017.
- Первая лига Таджикистана:
  -  Обладатель (1): 2015:
- Серебряный призёр (2): 2010, 2011.

## Выступления в международных турнирах
| Сезон | Турнир    | Раунд                 | Соперник     | Дома | В гостях | Общий счёт |                         |
| ----- | --------- | --------------------- | ------------ | ---- | -------- | ---------- | ----------------------- |
| 2017  | Кубок АФК | Предварительный раунд | Шахин Асмайе | 0:0  | 0:1      | 1:0        | Прошёл в следующий этап |
| 2017  | Кубок АФК | Раунд плей-офф        | Дордой       | 1:1  | 1:0      | 1:2        | Выбыл                   |

## Главные тренеры
Приведены неполные данные.
| Период    | Главный тренер            |
| --------- | ------------------------- |
| 2010—2012 | Тагай Дустов              |
| 2015      | Махмаджон Хабибуллоев     |
| 2016      | Маруф Рустамов            |
| 2016—2017 | Махмаджон Хабибуллоев     |
| 2018—н.в  | Хуршед Гулонов (Марадона) |